# فهرس شاربلس

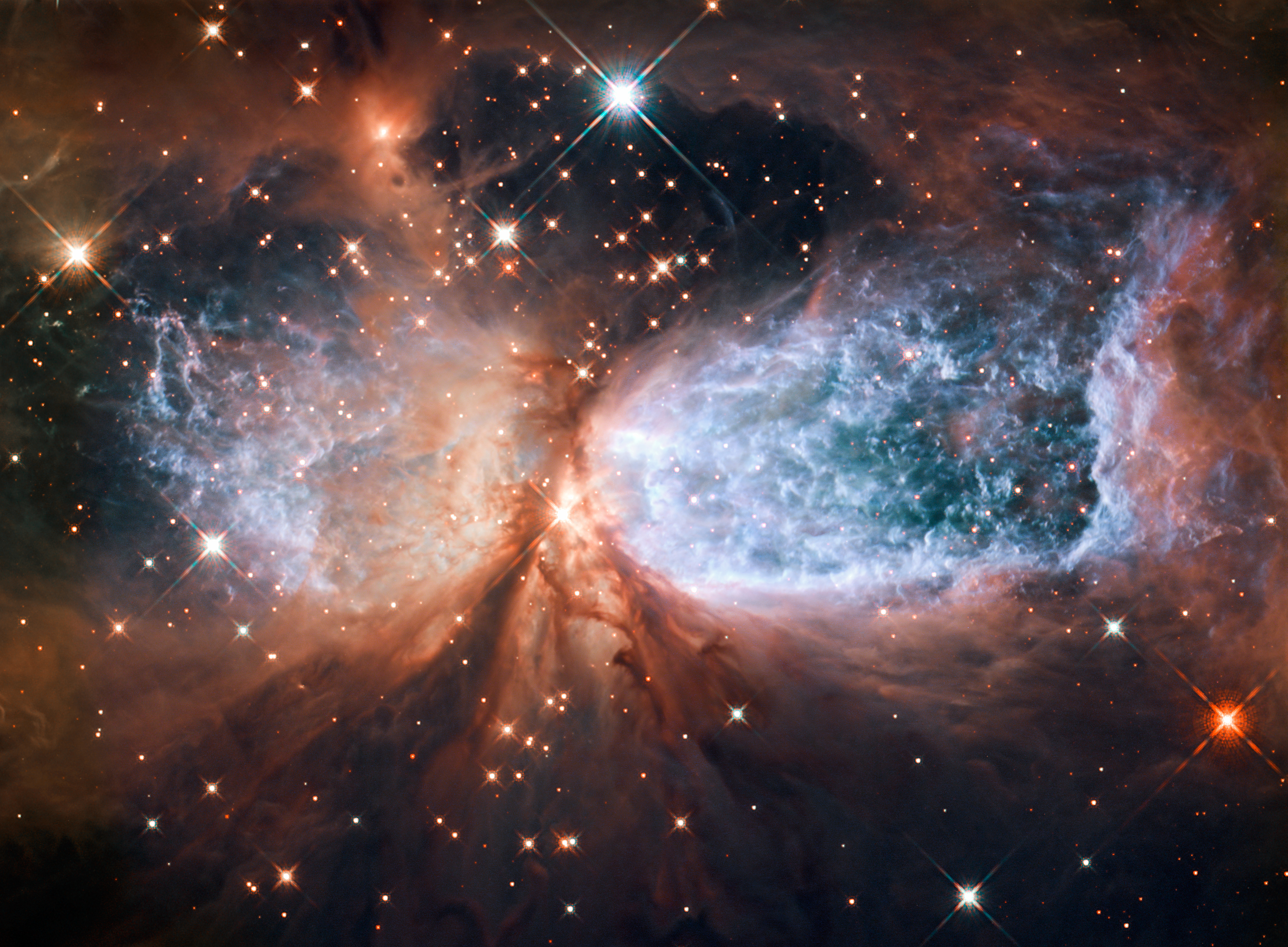
شاربلس 2-106

فهرس شاربلس (بالإنجليزية:Sharpless catalog) فهرس فلكي، وهو قائمة تفهرس 313 منطقة هيدروجين II (سديم إشعاعي)، ويقصد به أن يكون شاملًا شمال الانحراف -27 °درجة. (فإنه لا يشمل بعض السدم الجنوبية من هذا الانحراف.) صدرت الطبعة الأولى في عام 1953 واحتوت 142 من كائنات (SH1)، ونشرت النسخة الثانية والنهائية من قبل الفلكي الأمريكي ستيوارت شاربلس في عام 1959 واحتوت 312 جرم. يشمل فهرس شاربلس أيضا بعض السدم الكوكبية وبقايا السوبرنوفا بالإضافة إلى مناطق HII .
في عام 1953 انضم ستيوارت شاربلس للعاملين في مرصد البحرية الأمريكية محطة فلاغستاف، حيث قام بدراسة وفهرسة مناطق الهيدروجين II لمجرة درب التبانة باستخدام الصور من المسح الفلكي الكبير لجمعية ناشيونال جيوغرافيك ومرصد بالومار. من هذه الأعمال نشر شاربلس فهرس مناطق الهيدروجين II في طبعتين، الأولى في عام 1953 تضم 142 سديم وصدرت الطبعة الثانية والنهائية في عام 1959 التي تضم 312 سديم
تستند إحداثيات شاربلس على فهارس مسح بون الفلكي النجمية ومسح قرطبة النجمي (CD)، ولكن الإصدار الثاني تم تعديله لحقبة 1900م.
في الإصدار الثاني، بعض الإحداثيات لمناطق نصف الكرة الجنوبي غير دقية مع نسبة خطاء أكثر من 1 دقيقة قوسية.
هذا يمكن أن يجعل العثور عليها صعب، لذلك تم إصدار كتالوج منقح يدعى BFS  معظم العناصر التي تم إزالتها لأنها سدم أو بقايا سدم مذكورة آنفا

## اقرأ أيضاً
- منطقة هيدروجين I
- خط هيدروجين
- كتالوج آر سي دبليو

## وصلات خارجية
- الفهرس الأصلي
- فهرس شاربلس
- سيمباد فهرس مناطق الهيدروجين II
- صور فهرس شاربلس